# Nemzeti Felszabadítási Hadsereg (Líbia)
A Nemzeti Felszabadítási Hadsereg (megalakulásakor használatos nevén Szabad Líbiai Hadsereg, arabul: جيش التحرير الوطني الليبي jaysh al-taḥrīr al-waṭanī al-lībī) egy líbiai fegyveres szervezet volt az első líbiai polgárháború idején, a Moammer Kadhafi rendszere ellen lázadó Átmeneti Nemzeti Tanács fegyveres szárnya. Az ellenzéki erők győzelmét követően a Nemzeti Felszabadítási Hadsereg alakulataiból állították fel Líbia hivatalos hadseregét, Líbiai Nemzeti Hadsereg néven.

## Története

A Nemzeti Felszabadítási Hadsereg zászlaja

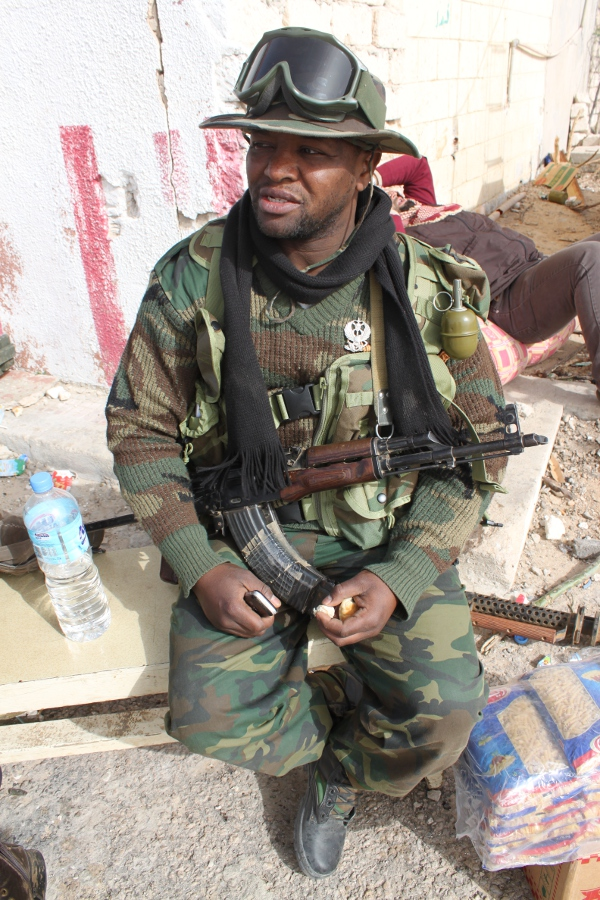
AK-74 gépkarabéllyal felszerelt felkelő.

A Szabad Líbiai Hadsereg 2011 márciusában alakult meg, a lázadók fő politikai szervezetének számító Átmeneti Nemzeti Tanáccsal hozzávetőlegesen egy időben. A hadsereg első parancsnoka Abd el-Fattáh Júnisz, vezérkari főnöke Omár el-Hariri lett. Májusban a szervezetet átnevezték Nemzeti Felszabadítási Hadseregnek, Omár el-Haririt pedig leváltották pozíciójából, helyére Dzsalal al-Digejlit nevezték ki.
A március 19. utáni NATO intervenciót követően a lázadók kiképzésében a NATO tagállamok által küldött katonai tanácsadók játszottak vezető szerepet. A hadsereg felszerelését részben a kormányerők ellen vívott harcok során zsákmányolt fegyverek, részben a nemzetközi koalíció fegyverszállítmányai képezték.
A szervezet legjelentősebb kiképző táborai Bengáziban, Bajdában és Adzsdábijában voltak, a kötelékében harcoló fegyveresek számát illetően azonban nincsenek pontos információk.

## Támogatók
- Amerikai Egyesült Államok - 25 millió dollár értékben küldött a felkelők számára orvosi felszerelést, rádiókat és más katonai jellegű felszerelést.[5]
- Egyiptom - A konfliktus során elsőként küldött fegyvereket Líbiába, elsősorban kézifegyvereket és lőszert.[6]
- Egyesült Királyság - Fegyverekkel és katonai felszereléssel támogatta a felkelőket.
- Franciaország - Páncéltörő-, kézifegyvereket és lőszert küldött a Nefúsza-hegység lázadóinak.[7]
- Katar - Kézifegyver szállítmányokkal segítette a lázadókat, ezeknek egy része később bizonyítottan iszlamista szélsőséges csoportok kezére jutott.[8]
- Lengyelország - A lengyel kormány páncéltörő fegyverekkel és katonai szállítójárművekkel segítette a felkelőket, de a lengyel különleges egységek néhány tisztje is Líbiába utazott, ahol részt vett a lázadók kiképzésében.[9]
- Olaszország - Az Átmeneti Nemzeti Tanács 2011. május 6-i közlése szerint "önvédelmi" fegyvereket küldött a felkelőknek.[10]
- Szudán - FN FAL és AK-47 gépkarabélyokot küldött a felkelőknek.[11]